# Eclipsa de Lună din 8 octombrie 2014
| Eclipsa totală de Lună din 8 octombrie 2014 | Eclipsa totală de Lună din 8 octombrie 2014 |
| ------------------------------------------- | ------------------------------------------- |
|                                             |                                             |
| Serie Saros (și membru)                     | 127 (42 din 72)                             |
| Durată (h:min:s)                            |                                             |
| Totală                                      | 0:58:50                                     |
| Parțială                                    | 3:19:33                                     |
| În penumbră                                 | 5:18:10                                     |
| Contacte (ora UTC)                          |                                             |
| P1                                          | 08:15:33                                    |
| U1                                          | 09:14:48                                    |
| U2                                          | 10:25:10                                    |
| Maximum                                     | 10:54:36                                    |
| U3                                          | 11:24:00                                    |
| U4                                          | 12:34:21                                    |
| P4                                          | 13:33:43                                    |

Eclipsa de Lună din 8 octombrie 2014 a fost a doua eclipsă de Lună din anul 2014. 
A fost cea de a doua eclipsă totală de Lună din a doua tetradă din secolul al XXI-lea, adică dintr-o serie de patru eclipse totale consecutive, fiecare având loc la un interval de câte circa șase luni. Precedenta eclipsă din tetradă s-a produs la 15 aprilie 2014; penultima (a treia) eclipsă din tetradă s-a produs la 4 aprilie 2015, iar ultima a avut loc la 28 septembrie 2015.

## Vizibilitate

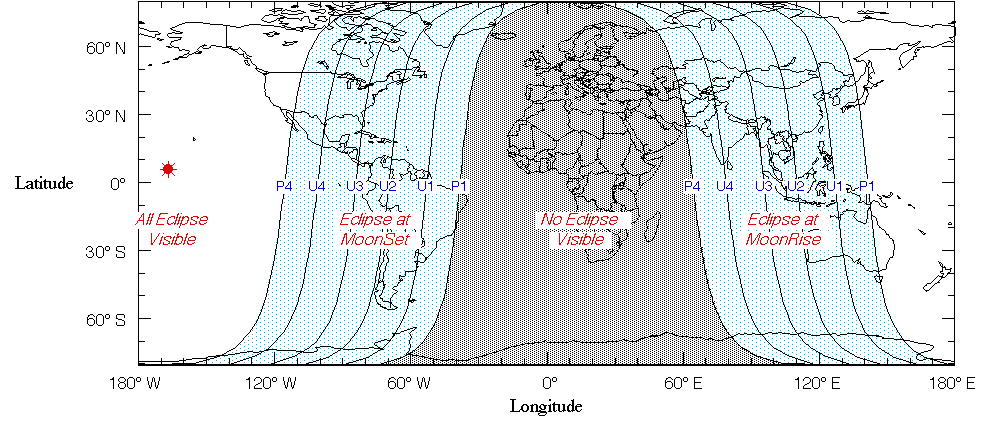
Zone de vizibilitate ale diferitelor faze ale eclipsei.

Eclipsa a fost vizibilă în integralitatea sa în Pacificul de Nord. Din America de Nord, eclipsa a fost observabilă după miezul nopții, miercuri 8 octombrie; a fost observabilă din vestul Pacificului, Australia, Indonezia, Japonia și estul Asiei după apusul Soarelui, în seara de 8 octombrie.
Notă

Secvenţă animată cu diferitele faze ale acestei eclipse.

Planeta Uranus era aproape de opoziție (la opoziție pe 7 octombrie) în timpul eclipsei, chiar la 1° de Luna eclipsată. Uranus strălucea cu magnitudinea de 5,7 ; era destul de strălucitoare pentru a putea fi identificată cu ajutorul unui binoclu. Din cauza paralaxei, poziția relativă a lui Uranus cu Luna a variat într-un mod semnificativ, depinzând de poziția observațtorului pe suprafața Pământului. 

## Cronologia în orare locale
| Eveniment | Eveniment                | Seara de 8 octombrie | Seara de 8 octombrie | Seara de 8 octombrie | Seara de 7 octombrie | Seara de 7 octombrie | Dimineața de 8 octombrie | Dimineața de 8 octombrie | Dimineața de 8 octombrie | Dimineața de 8 octombrie | Dimineața de 8 octombrie | Dimineața de 8 octombrie | Dimineața de 8 octombrie | Dimineața de 8 octombrie |
| P1        | Începutul fazei Penumbră | 4:16 pm              | 7:16 pm              | 9:16 pm              | 11:16 pm             | 12:16 am             | 1:16 am                  | 2:16 am                  | 3:16 am                  | 4:16 am                  | 5:16 am                  |                          |                          |                          |
| U1        | Începutul fazei Parțiale | 5:15 pm              | 8:15 pm              | 10:15 pm             | 12:15 am             | 1:15 am              | 2:15 am                  | 3:15 am                  | 4:15 am                  | 5:15 am                  | 6:15 am                  |                          |                          |                          |
| U2        | Început Totalitate       | 6:25 pm              | 9:25 pm              | 11:25 pm             | 1:25 am              | 2:25 am              | 3:25 am                  | 4:25 am                  | 5:25 am                  | 6:25 am                  | 7:25 am                  |                          |                          |                          |
|           | Maximum                  | 6:55 pm              | 9:55 pm              | 11:55 pm             | 1:55 am              | 2:55 am              | 3:55 am                  | 4:55 am                  | 5:55 am                  | 6:55 am                  | 7:55 am                  |                          |                          |                          |
| U3        | Sfârșit Totalitate       | 7:24 pm              | 10:24 pm             | 12:24 am             | 2:24 am              | 3:24 am              | 4:24 am                  | 5:24 am                  | 6:24 am                  | 7:24 am                  | 8:24 am                  |                          |                          |                          |
| U4        | Sfârșitul fazei Parțiale | 8:34 pm              | 11:34 pm             | 1:34 am              | 3:34 am              | 4:34 am              | 5:34 am                  | 6:34 am                  | 7:34 am                  | 8:34 am                  | 9:34 am                  |                          |                          |                          |
| P4        | Sfârșitul fazei Penumbră | 9:34 pm              | 12:34 am             | 2:34 am              | 4:34 am              | 5:34 am              | 6:34 am                  | 7:34 am                  | 8:34 am                  | 9:34 am                  | 10:34 am                 |                          |                          |                          |

## Galerie de fotografii

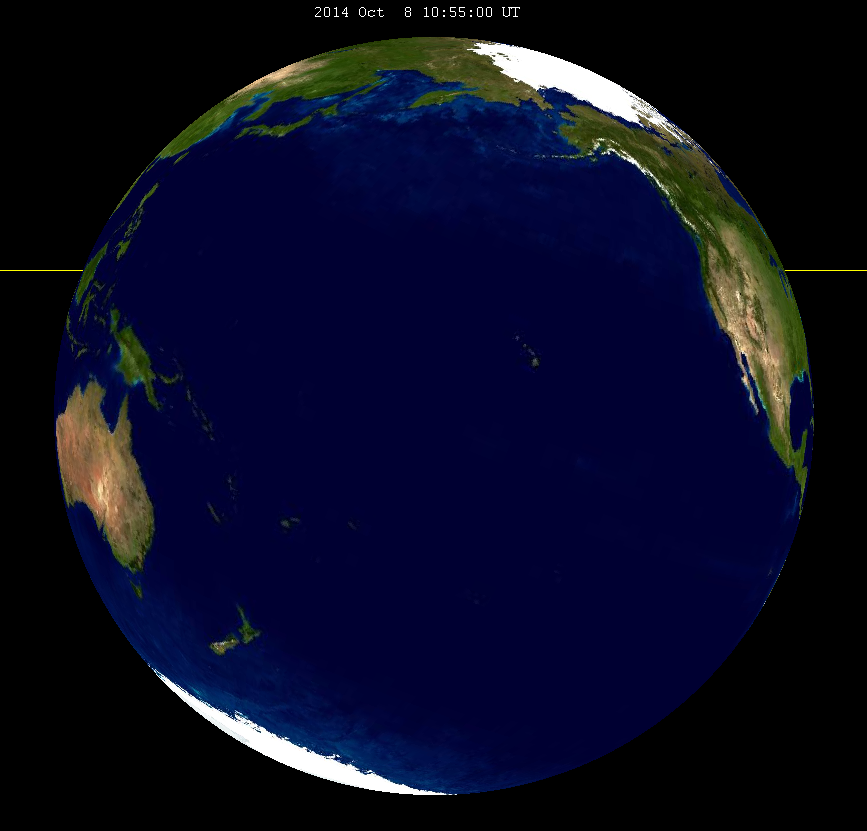
Terra văzută de pe Lună la maximul  eclipsei.
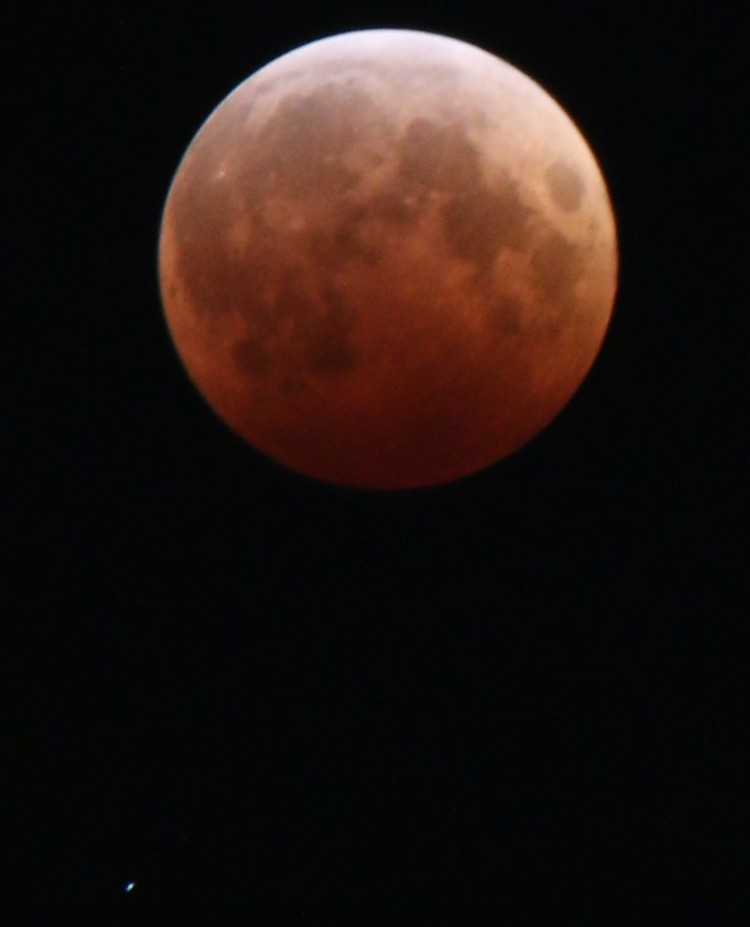
Eclipsa totală cu Uranus, Minneapolis, Minnesota, 10:45 UTC.
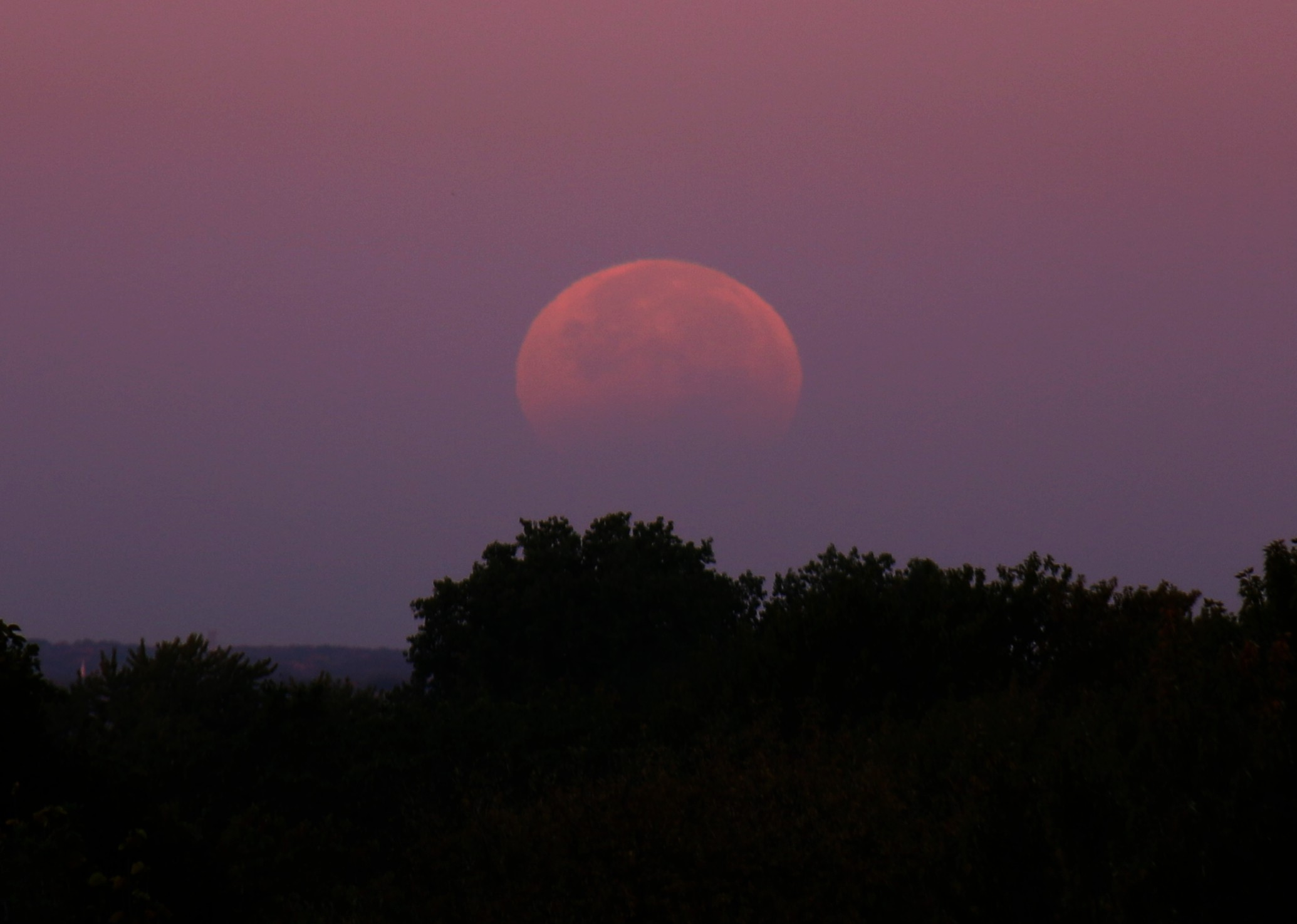
Aproape de sfârşitul eclipsei parţiale, Minneapolis, Minnesota, 12:26 UTC.